# Lotus 96T
La Lotus 96T era una vettura da competizione della Lotus costruita per la Serie CART.

## Antefatti
Il progetto nacque da un'idea di Roy Winkelmann, ex-proprietario di un team di Formula 2. Durante gli anni sessanta Winkelmann schierò con successo delle Brabham, ottenendo i risultati migliori con Jochen Rindt. Nonostante ciò il team chiuse nel 1969 e parte del personale confluì nella March Engineering.
Winkelmann si spostò negli Stati Uniti dove fondò un vasto e diversificato impero economico. Dopo la nascita della CART, avvenuta nel 1979, Winkelmann notò il crescente interesse internazionale per la nuova formula e fu di nuovo attratto dall'opportunità di ritornare nelle competizioni.

## Storia del progetto
Deciso a debuttare nella neonata CART, Winkelmann però non voleva acquistare una vettura già completa su telaio March o Lola, come invece era la norma nella CART durante gli anni ottanta. Così prima si incontrò con la Cosworth, chiedendo rassicurazioni sul fatto che avrebbero costruito un motore competitivo per le sue vetture. Tutti i team nel campionato utilizzavano motori DFX.
Winkelmann si incontrò poi col Team Lotus e il suo nuovo progettista Gérard Ducarouge per farsi costruire un proprio telaio. Il piano era di riuscire a conquistare il campionato CART nel giro di tre anni. Ducarouge fu aiutato nella progettazione da Mike Coughlan.
Nonostante il progetto fosse promettente, le autorità della CART manifestarono uno scarso entusiasmo, da alcuni interpretato come aperta ostilità, tanto che il team seppe con certezza che non avrebbe ricevuto sponsorizzazioni, sulle quali Winkelmann contava molto. La mancanza di sponsor fece sì che diversi piloti, pur di non sacrificare la loro crescente reputazione, rifiutarono di correre con uno sconosciuto team europeo.
Inoltre vi era nella serie americana un veto alla costruzione di telai in fibra di carbonio, come quello della vettura inglese. 
Il solo e unico prototipo prodotto ora è gestito dal Classic Team Lotus.

## Caratteristiche tecniche
Sebbene telaio, linee e sospensioni erano simili a quelle della Lotus 95T che aveva corso nel campionato di Formula 1 1984, il progetto presentava comunque significative modifiche. La vettura prese il nome di Lotus 96T. Il telaio dovette subire alcune modifiche per poter resistere ad un eventuale urto contro i muretti della pista, che in gara poteva avvenire anche a oltre 200 mph (322 km/h).
Dal 1981 tutte le Formula 1 prodotte dalla Lotus erano costruite con una struttura a sandwich,  composta da fibra di carbonio e kevlar (il cosiddetto Chapman Tartan), con lo spazio tra i due strati riempito con pannelli di Nomex. La 96T fu sviluppata sullo stesso principio, ma con dei pannelli di alluminio a nido d'ape al posto del Nomex. La modifica aumentava la resistenza del telaio senza aumentarne il peso e divenne la nuova base per tutte le future vetture da Formula 1 prodotte dalla Lotus.